# Consoană surdă
Consoanele surde sunt consoanele care se emit fără participarea coardelor vocale. Atunci când coardele vocale intră în vibrație la articularea unei consoane, ea se numește "sonoră".
Simbolul AFI pentru consoane surde este [  ̥] (o jumătate de cerc cu deschiderea în jos, plasat sub simbol), și se folosește atunci când un fonem care de obicei este sonor trebuie articulat surd.
În limba română următoarele 8 consoane sunt surde:
1. /p/ ca în pui,
2. /t/ ca în tei,
3. /k/ ca în cui,
4. /ʧ/ ca în cer,
5. /f/ ca în fel,
6. /s/ ca în sac,
7. /ʃ/ ca în șal,
8. /h/ ca în har.

Observație: Deși la nivel fonetic o parte din aceste consoane se pot pronunța în mai multe feluri (variante alofone), depinzând de sunetele învecinate, totuși ele rămân în surde. De exemplu /k/ se articulează în mod diferit în cuvintele cal /kal/ și chel /kel/, dar în timpul vorbirii această diferență nu transportă informație (cel puțin nu în limba română), și deci este neglijată.
Multe dintre consoanele surde au un corespondent în categoria consoanelor sonore. În cazul limbii române, toate consoanele în afară de /h/ au o pereche sonoră, deși și acestea, în pronunții arhaice sau regionale, pot fi articulate sonor.
Uneori și vocalele, care sunt cel mai adesea articulate sonor, pot deveni surde. În limba română acest lucru se întâmplă adesea în cazul vocalei nesilabice /‿i/ atunci când urmează după o consoană surdă, ca de exemplu în cuvintele rupi /rup‿i/, proști /proʃt‿i/, urechi /u'rek‿i/, faci /faʧ‿i/. Când se află după consoane sonore se pronunță și ea sonor, ca în unghi /uŋɡ‿i/, fagi /faʤ‿i/ etc. În alte limbi același fenomen se poate petrece și în cazul unor vocale silabice, ca de exemplu în japoneză, unde 好き suki (drag, plăcut) se pronunță cel mai adesea [su̥kiː], asemănător cu cuvântul românesc schi, dar cu buzele luînd forma caracteristică vocalei japoneze /u/.
Când vorbim în șoaptă coardele vocale nu intră deloc în vibrație și deci toate consoanele și vocalele devin surde.